# Euricania procilla
Euricania procilla är en insektsart som beskrevs av Ronald Gordon Fennah 1950. Euricania procilla ingår i släktet Euricania och familjen Ricaniidae. Inga underarter finns listade i Catalogue of Life.